# Smyriodes aspera
Smyriodes aspera là một loài bướm đêm trong họ Geometridae.